# Ocellularia scolecospora
Ocellularia scolecospora är en lavart som beskrevs av Carroll William Dodge 1953. 
Ocellularia scolecospora ingår i släktet Ocellularia och familjen Thelotremataceae. Inga underarter finns listade i Catalogue of Life.